# Life Ball

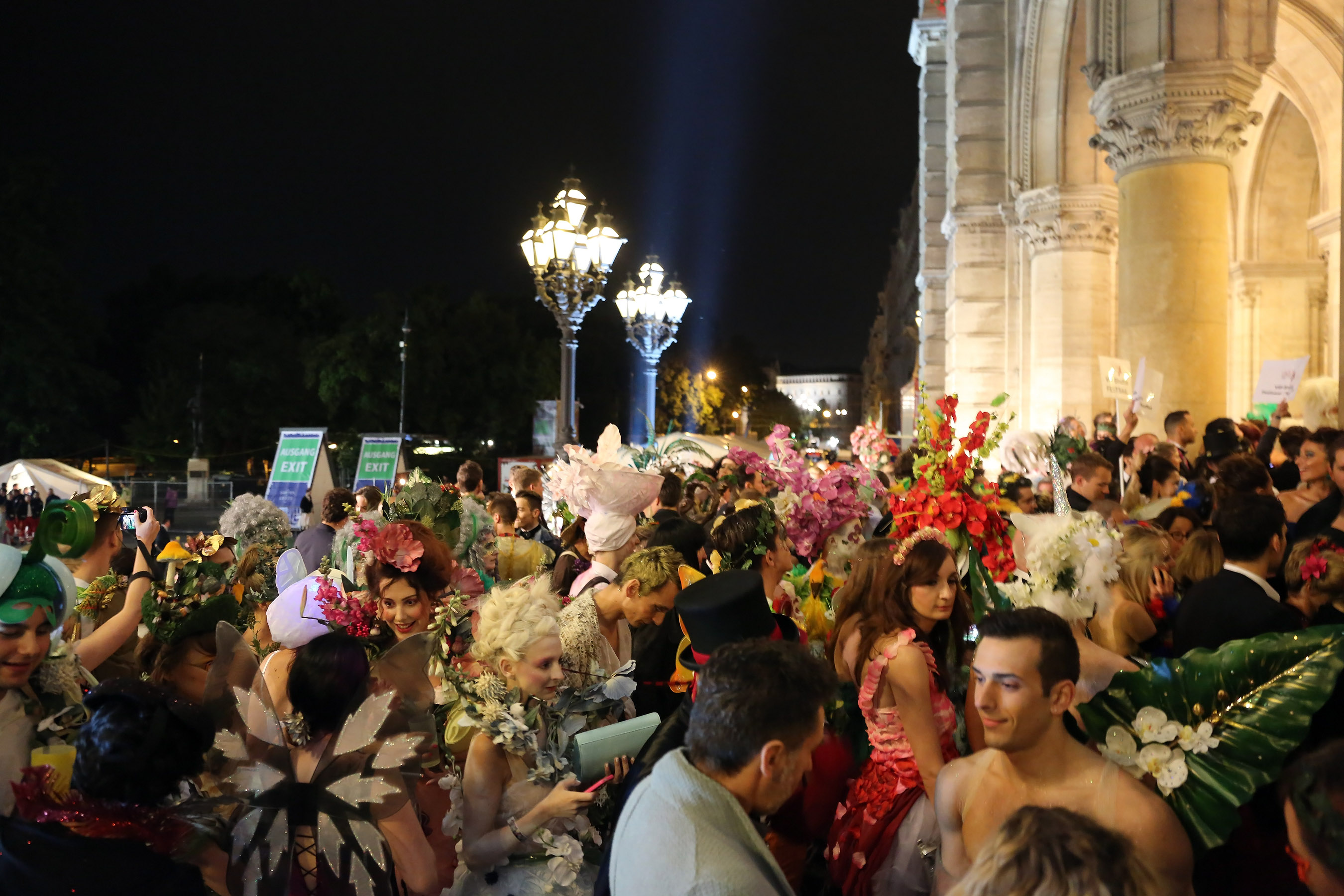
Gäste beim Eintritt in das Wiener Rathaus, 2014

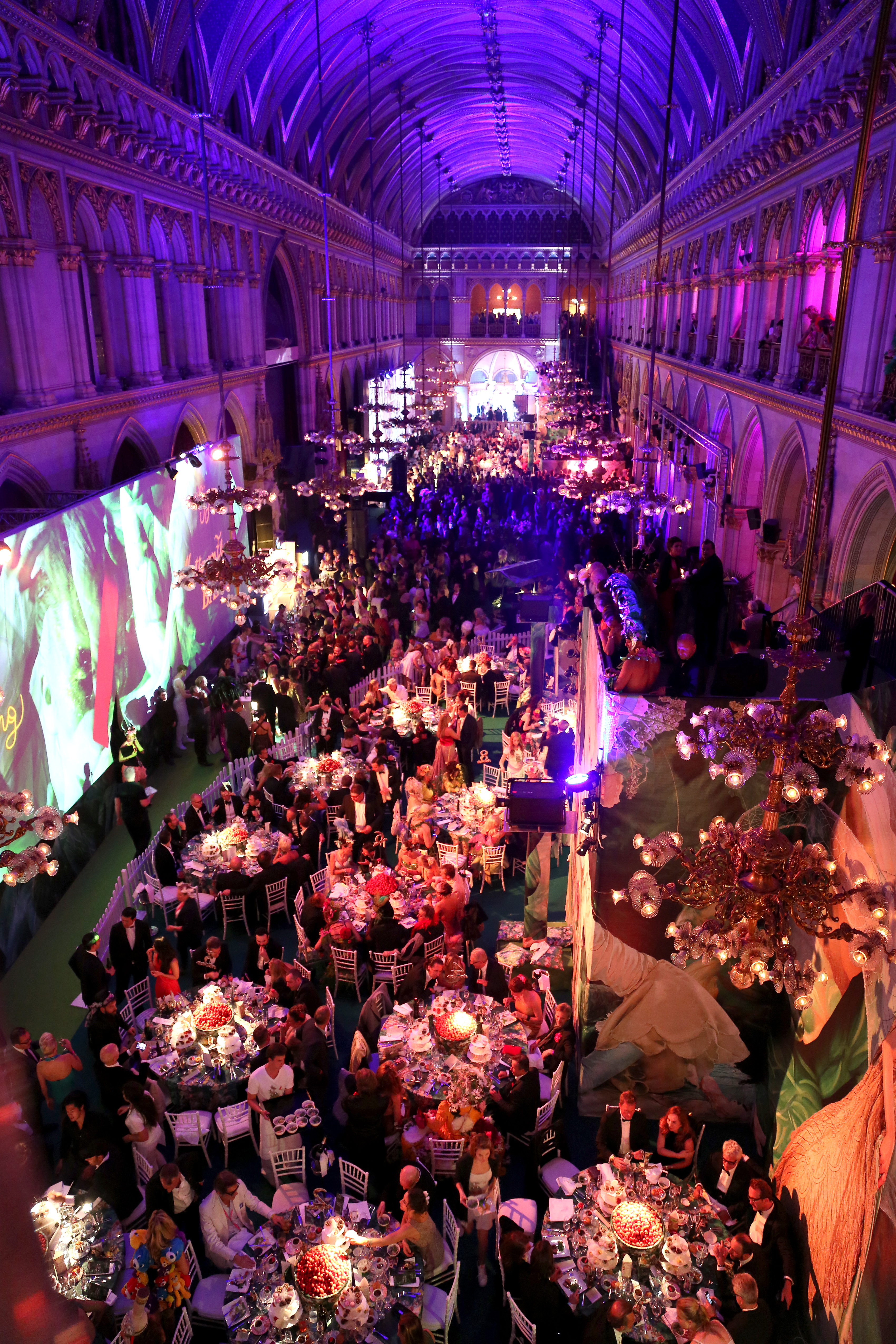
Festsaal des Rathauses, 2014

Der Life Ball (englisch für Ball des Lebens) war eine große, von 1993 bis 2019 jährlich in Wien stattfindende Benefiz-Veranstaltung für HIV-infizierte und an AIDS erkrankte Menschen. Die Show wurde von vielen nationalen und internationalen Prominenten, Politikern, Künstlern, Modedesignern und Models unterstützt und fand im Wiener Rathaus bzw. am Wiener Rathausplatz statt. Es war die größte Veranstaltung für die LGBT-Community in Österreich und die größte entsprechende Benefiz-Veranstaltung in Europa.
Hinter dem Life Ball stand der karitative Verein LIFE+ (zuvor AIDS Life), der 1992 von selbst Betroffenen, dem Visagisten Gery Keszler und dem Arzt Torgom Petrosian († 1993) gegründet worden war. Sie unterstützten mit den Erlösen des Balls Non-Profit-Organisationen, die sich für HIV-positive und an AIDS erkrankte Menschen einsetzen. Zudem war es Ziel, die Öffentlichkeit über die Gefahren von HIV/AIDS aufzuklären und ihr Bewusstsein für die Krankheit zu schärfen.

## Der Ball

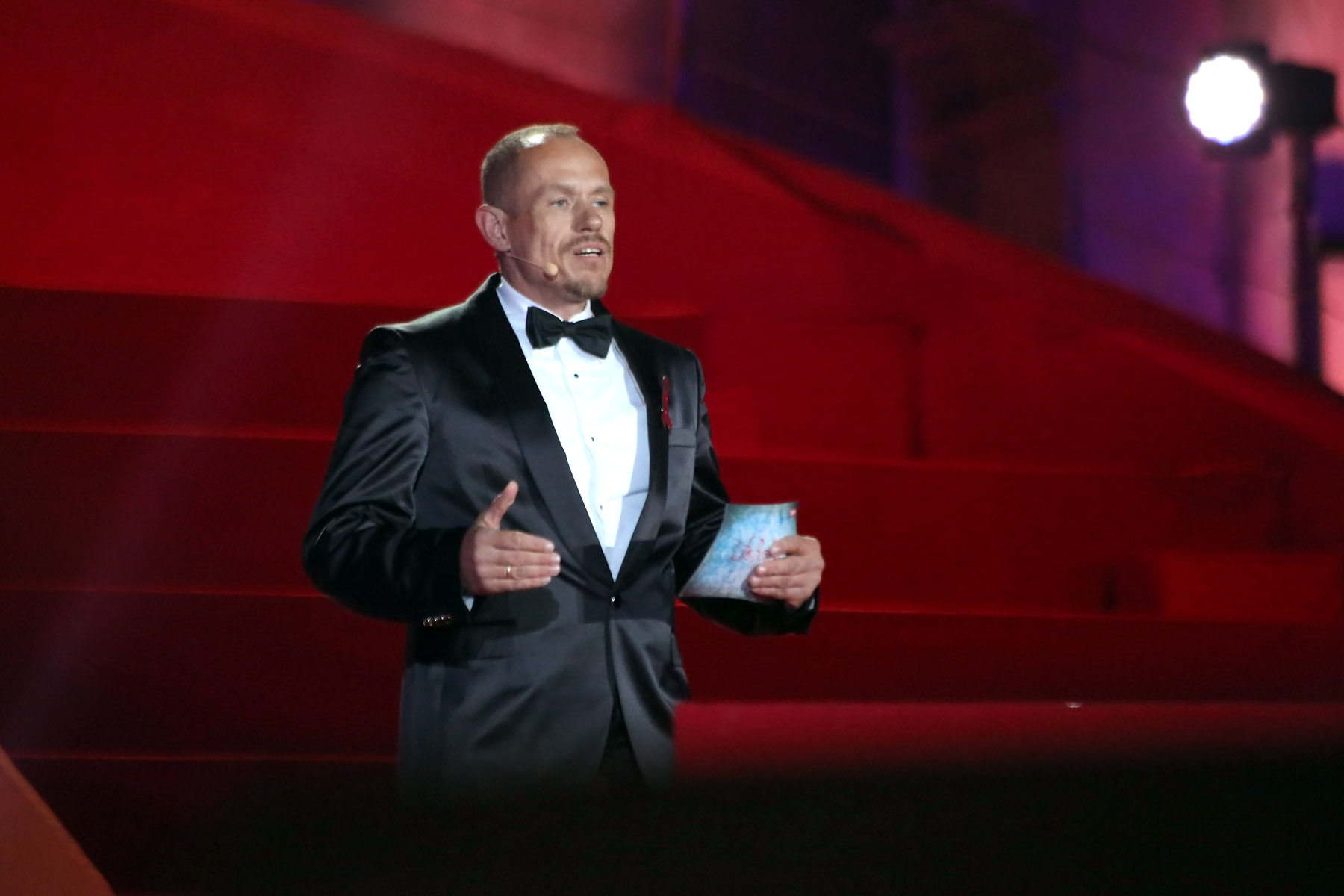
Gery Keszler, Eröffnung des Life Ball 2013 vor dem Wiener Rathaus

Als Gesicht und Motor des Life Balls galt sein Organisator und Begründer Gery Keszler. Der Ball sollte in der Tradition der Wiener Bälle liegen, nur provokanter, aufregender und glamouröser. Daneben schloss er auch an die Tradition der kostümprächtigen Tuntenbälle an. Er begann als kleine, aus der Schwulenszene kommende Veranstaltung, war jedoch von Anfang an nicht als Szene- oder „Jet-Set-Ghetto“-Veranstaltung konzipiert.
Der Life Ball fand starkes internationales Interesse und hohe öffentliche Aufmerksamkeit. Zum einen schillernde Partygäste und aufsehenerregende Live-Auftritte, zum andern der Kampf gegen AIDS. Den ernsten Hintergrund riefen unter anderem Reden von internationalen Stargästen bei der Eröffnungszeremonie am Rathausplatz in Erinnerung, die sich in der Regel selbst in verschiedenen Hilfs- und Charityprojekten engagierten. Seit Bestehen des Balles nahmen Designer, Schauspieler, Sänger, Politiker und Models an der Eröffnungsshow teil, um für das Anliegen zu werben. Er fand mit einzelnen Ausnahmen an einem Samstag im Mai im Wiener Rathaus statt.
Die Eröffnungsshow mit Musik von Operette bis Popmusik und nationalen und internationalen Stars wie auch die Modenschau konnte auf dem bis zu 12.000 Zuschauer fassenden Rathausplatz auch bei freiem Eintritt besucht werden. Für die Ballbesucher gab es in verschiedenen Höfen und Sälen des Rathauses verschiedene Tanzmöglichkeiten, zahlreiche Bars und Buffets und Konzertbühnen, auf denen auch ein Teil der angereisten internationalen Stars auftrat.
Die Zahl der Eintrittskarten für den Life Ball war, nicht zuletzt aufgrund des Platzangebots im Rathaus, auf 3780 beschränkt. Um den für das Fest charakteristischen und wichtigen extravaganten Stil zu erhalten, gab es über die Jahre zwei verschiedene Kartenkontingente. Eine feste Anzahl von Karten zum halben Preis, die „Style Tickets“, war für jene vorgesehen, die sich am Dresscode, der sogenannten Life Bible, orientieren wollten. Die Kostümierung sollte dabei dem jeweiligen Motto des Balls entsprechen. Diesen Besuchern war neben den Stargästen der Zutritt zum Life Ball über den red carpet vorbehalten, der vom Ring über den ganzen Rathausplatz bis zur Hauptbühne vor dem Rathaus führte. Besucher in normaler Abendgarderobe bezahlten den vollen Ticket-Preis. Kleinere Kontingente wurden über verschiedene Aktionen vergeben (beispielsweise Life Ball Warm Up, eBay-Versteigerung, losartig verteilt in Kondompackungen, welche in ausgewählten Lokalen verkauft wurden, und Ähnliches).

## Geschichte

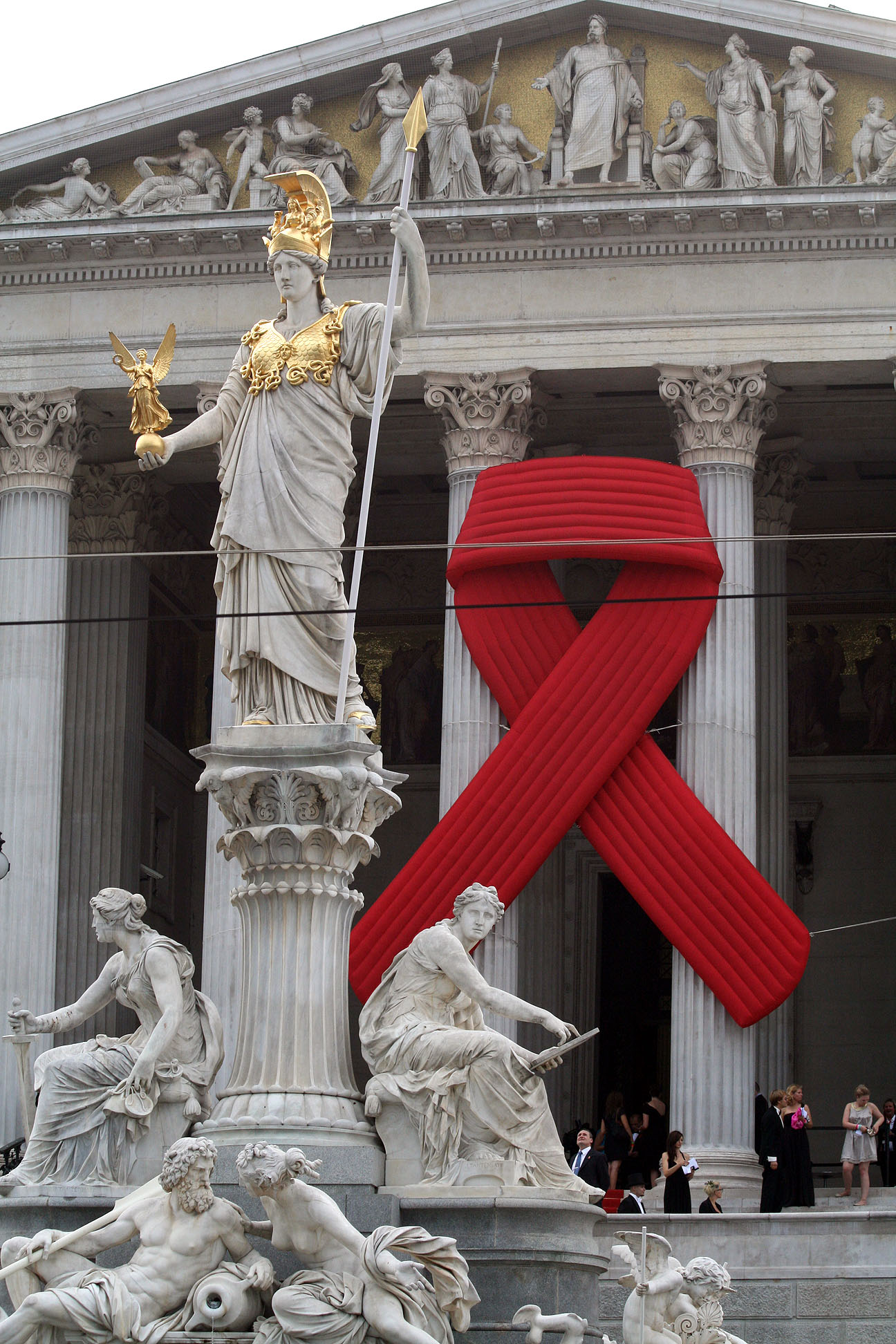
Red Ribbon am Parlamentsgebäude, 2010

Gery Keszler hatte Gelegenheit bekommen, dem damaligen Wiener Bürgermeister Helmut Zilk seine Idee zu präsentieren. Dieser war vom positiven Sinn überzeugt, stimmte einem Versuch zu, überließ Keszler den Rathaussaal und unterstützte ihn gegen alle Widerstände. Bereiche der Schwulenszene unterstützten das Projekt, besonders in den Anfangszeiten, tatkräftig, wie beispielsweise das Café Berg seit dessen Eröffnung.
Keszler ist es auch maßgeblich zuzuschreiben, dass zur Eröffnungsshow des Life Balls neben Vertretern der Modebranche auch Prominente der Unterhaltungsbranche wie unter anderen Bill Clinton, Elton John, Katy Perry, Janet Jackson, Barbara Eden, Antonio Banderas, Whoopi Goldberg, Anna Netrebko, Hilary Swank, Dionne Warwick, Roseanne Barr, Falco, Catherine Deneuve, Liza Minnelli, Melanie Griffith, Pamela Anderson, Sharon Stone, Dita Von Teese, Lorna Luft, Anastacia, Niki Lauda, Brigitte Nielsen, Heidi Klum, Charlize Theron, Vivienne Westwood, Naomi Campbell, Nadja Auermann, Jenna Jameson und Katie Holmes anreisten, teils um sich aktiv am Programm des Balles zu beteiligen, teils um als Gäste mitzufeiern.
Der erste Life Ball fand am 29. Mai 1993 statt. Neben der Stadtregierung gab es nur zwei Sponsoren. Dabei wurde ein Erlös in Höhe von 1.100.000 Österreichischen Schilling (79.940 Euro) erzielt, der dem Verein „LIFE+“ zufloss. Im zweiten Jahr, dem Life Ball am 28. Mai 1994, konnte der Erlös aus Spenden, Sponsoring und Eintrittsgeldern verdoppelt werden. Nachdem von den beiden ersten Bällen im österreichischen und deutschen Fernsehen berichtet worden war, fand der dritte Life Ball am 6. Mai 1995 darüber hinaus bereits Beachtung bei französischen und spanischen TV-Stationen sowie MTV. Sowohl die Zahl der Besucher der Eröffnungsshow und des Balles, wie auch der berichtenden Journalisten, Rundfunkstationen und Presseartikel sowie der Sponsoren nahm in den folgenden Jahren kontinuierlich zu – und damit auch der Erlös, der über den Life Ball an AIDS-Hilfsprojekte ausgeschüttet wurde. 1999 wurde das Rathaus renoviert und der Ball fand in der Wiener Hofburg statt.
Mit dem 8. Life Ball am 13. Mai 2000 wurde erstmals die Summe von 10.000.000 Schilling (726.728 Euro) erreicht. Zugleich war es der erste Life Ball, dessen Eröffnungsshow auf dem Rathausplatz stattfand und öffentlich zugänglich war. Im darauf folgenden Jahr wurden über die erstmalige Kooperation mit der Elton John Aids Foundation (EJAF) – er selbst war von 2001 bis 2005 regelmäßiger Gast und hielt die Eröffnungsreden – auch Projekte in Afrika (vgl. HIV/Aids in Afrika) unterstützt. Der 13. Life Ball am 21. Mai 2005 überschritt mit einem Gesamterlös von 1.017.600 Euro durch Kartenverkauf, Gastronomie, Versteigerungen, Tombola, Briefmarken- und Plattenverkauf sowie zahlreiche Spender und Sponsoren erstmals die Euro-Millionengrenze. Die Hälfte des Erlöses floss internationalen Projekten zu. Seit 2006 war die The Foundation for AIDS Research (amfAR), die von Elizabeth Taylor gegründet wurde, neuer Kooperationspartner des Life Ball. Das Hauptaugenmerk 2006 lag dabei in der Bekämpfung von HIV und AIDS bei Babys und Kleinkindern. Ab 2011 kooperierte LIFE+ auch mit UNAIDS.
Der Ball wuchs in seiner gesellschaftlichen Bedeutung bald über die Lesben- und Schwulenszene hinaus. Für diese wurde ein kleines Kartenkontingent eingerichtet, um der Angst einiger Kritiker zu begegnen, es könnte wegen des starken heterosexuellen Andrangs eine der Schwulenszene entstammende Veranstaltung ohne sie stattfinden. Von 2000 bis 2007 wurde mit dem Fernsehsender ATV eine „Wedding Chapel“ mit bekannten „Showpriests“ für Paare jeder sexuellen Orientierung betrieben, um auf die rechtliche Ungleichbehandlung zwischen hetero- und homosexuellen Paaren hinzuweisen. 2008 gab es neun hauptberufliche Life Ball-Angestellte, welche über ein Jahr mit der Beschaffung von Sach- und Geldspenden und der Koordinierung aller Beteiligter beschäftigt waren. Alleine im Bereich Gastronomie gab es knapp 1000 beteiligte Partner und Mitarbeiter.

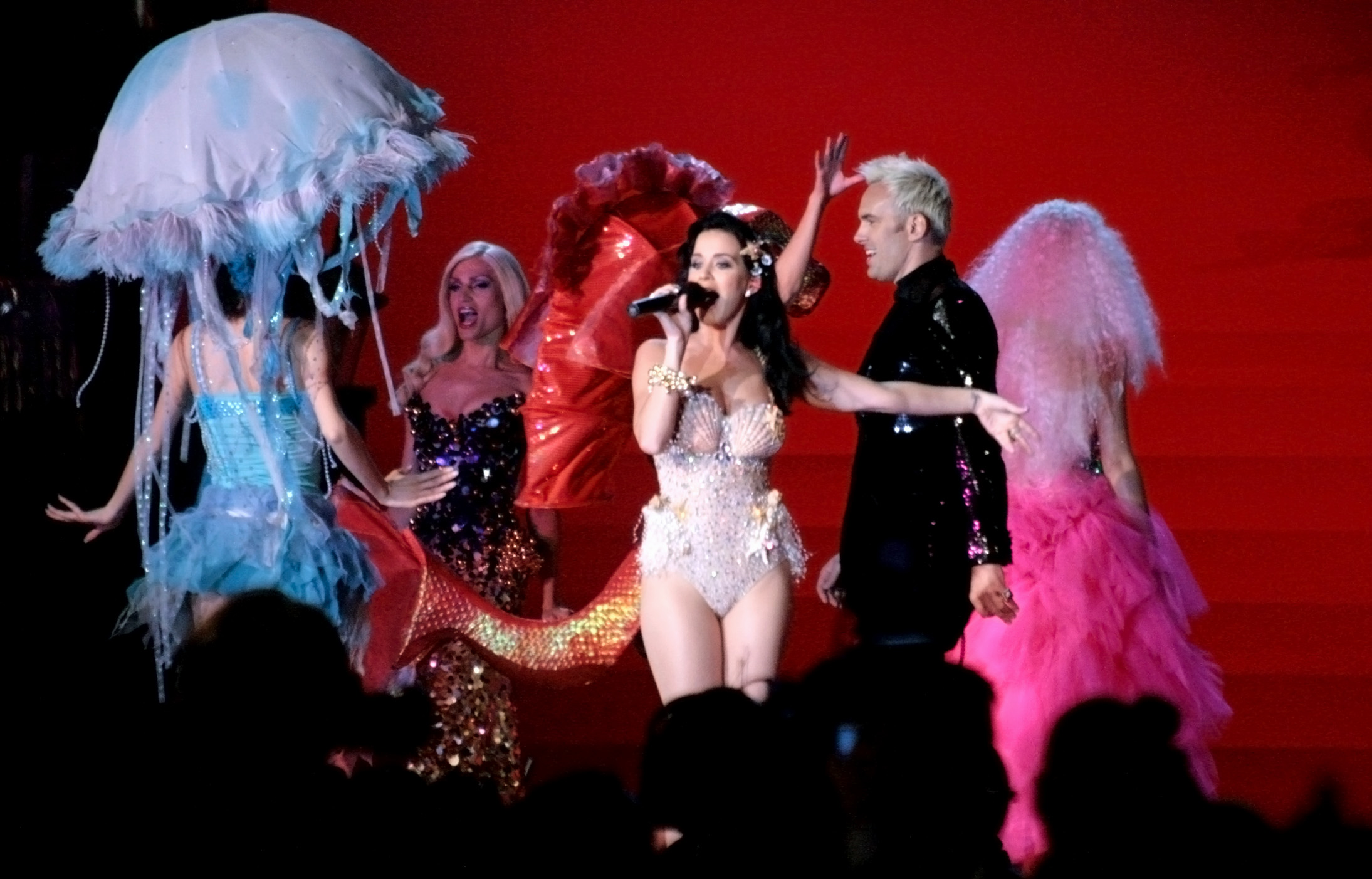
The Blonds mit Katy Perry, 2009

2010 bildete der Life Ball am 17. Juli den Auftakt zur XVIII. Internationalen AIDS-Konferenz, mit 19.300 Delegierten aus 139 Ländern. Daher standen in dieser Nacht neben dem Rathaus und Rathausplatz auch das gegenüber liegende Burgtheater und das Parlamentsgebäude ganz im Zeichen des Red Ribbon. Das „Konzept der drei Häuser“ vereinte an diesem Abend drei außergewöhnliche Veranstaltungen und wichtige Organisationen: die amfAR-Gala im Parlament, die Elton John AIDS Foundation beim Red Ribbon Cotillion im Burgtheater sowie die William J. Clinton Foundation beim traditionellen Life Ball im Rathaus.

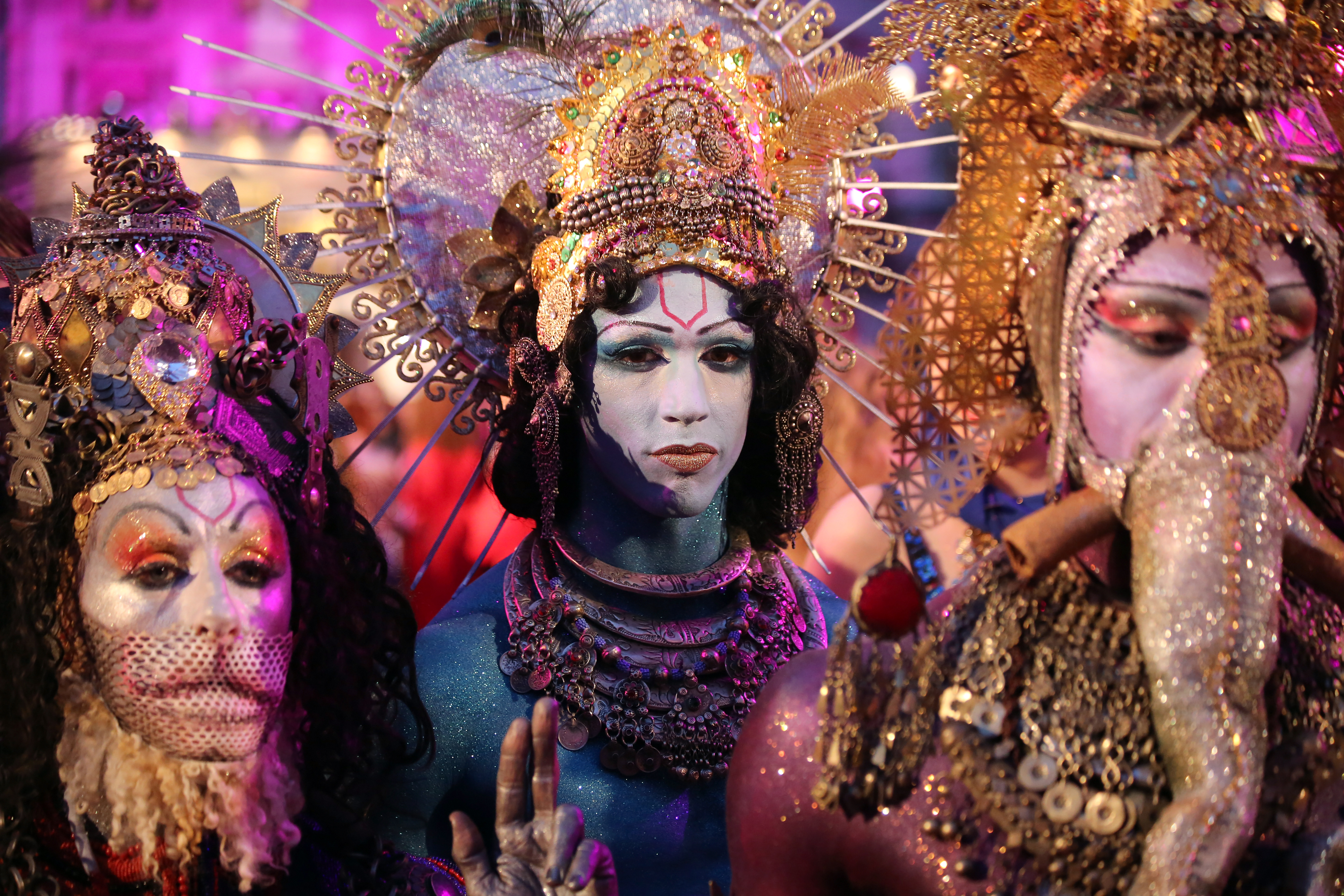
Performance-Künstler von Celestial Tableau, 2013

Der Life Ball 2011 erbrachte einen vorläufigen Reinerlös von mehr als 1,9 Millionen Euro. Nationale AIDS-Hilfsprojekte sowie amfAR – The Foundation for AIDS Research und CHAI und die William J. Clinton Foundation wurden daraus mit je einer halben Million Euro unterstützt. UNAIDS, das gemeinsame Programm der Vereinten Nationen zu HIV/AIDS, erhielt die Hälfte der Einnahmen des Tischverkaufs aus der AIDS Solidarity Gala. Die in Wien ansässige UN-Organisation UNODC erhielt 100.000 Euro für ein ukrainisches HIV-Präventionsprojekt von Frauen für Frauen. Der Crystal of Hope und die damit verbundene finanzielle Unterstützung von EUR 100.000 ging an die russische Rylkow-Stiftung für Gesundheit und Soziale Gerechtigkeit. Durch die Einnahmen konnten Präventions- und Frühtestprogramme, Vermeidung der Mutter-Kind Übertragung, Schaffung von Infrastruktur, Medikamentenversorgung sowie Bekämpfung sozialen AIDS für Zigtausende für ein Jahr sichergestellt werden.

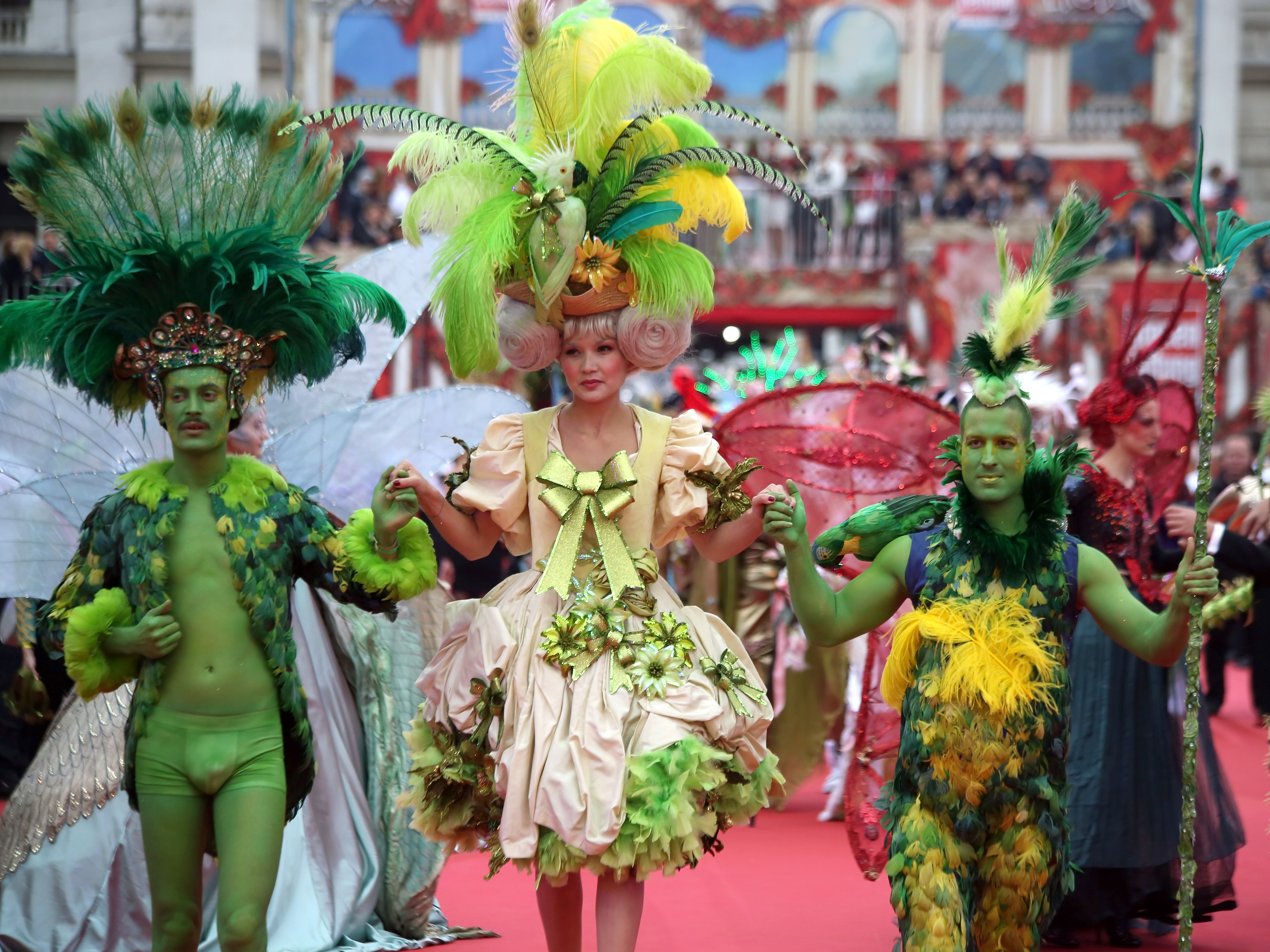
Auf dem red carpet, 2014

In seiner Rede beim Life Ball 2015 verkündete Gery Keszler zur Überraschung der Besucher, dass im folgenden Jahr kein Life Ball stattfinden werde. Nach 23 Jahren hielt er einen Moment der Reflexion für richtig; auch die Ziele und neue Wege sollten überdacht werden. Aus dem Verein Aids Life wurde in der Folge die neue Dachmarke LIFE+, die relevanten Themen über den Life Ball hinaus ganzjährig eine Plattform bieten sollte. In den Jahren 2017 und 2018 konzentrierte sich LIFE+ auf die Kampagne „Know Your Status“: das Wissen um den eigenen Immunstatus sollte so selbstverständlich werden wie das Wissen um die eigene Blutgruppe. Die visuelle Kommunikation des Themas wurde vom international renommierten Fotografen Peter Lindbergh durch eine Fotoplakatkampagne unterstützt.
Die Kampagne spiegelte sich im Thema des Life Ball 2017 wider. Mit dem Motto „Recognize the Danger“ wurde an die Zeit der 30er Jahre erinnert. „Erkenne die Gefahr – und das in jedem Bereich, ob in der Gesundheit oder innerhalb der Gesellschaft. Öffnen wir die Augen und blicken wir der Gefahr ins Gesicht – nur so können wir rechtzeitig handeln – für unsere Gesellschaft, für unsere Gesundheit, für unsere Zukunft!“, so Gery Keszler. Die Moderation hatten der Sänger Conchita Wurst und ORF-Moderatorin Verena Scheitz.
Daran schloss auch der 25. Jubiläums-Life Ball 2018 an, der unter dem Motto „The Sound of Music“ (nach dem Musical über die Trapp-Familie) unter anderem an die Emigration und Verfolgung von Menschen im NS-Regime erinnerte. Moderiert wurde er von Sänger Conchita Wurst (als Maria von Trapp) gemeinsam mit dem Direktor des Theaters in der Josefstadt, Herbert Föttinger (als Georg von Trapp), die als Höhepunkt sogar heirateten.
2019 fand der letzte Life Ball statt. Es war neben der Regenbogenparade der Höhepunkt der EuroPride Vienna 2019. Das Thema war „United in Diversity“ (dt. ‚Vereint in Vielfalt‘) – verbunden mit einer „Reise über den Regenbogen“. In den Farben des Regenbogens wurden Lesben, Schwule, Bisexuelle, Transgender und Queere Menschen (LGBTQ) als wichtiger Teil der Gesellschaft gefeiert. Die Show und auch die Style Bible wurde in Zusammenarbeit mit dem Circus Roncalli und dessen Chef Bernhard Paul entwickelt. Die Bühne, die einem Zirkuszelt nachempfunden war, und auch schrille Artisten und Freaks zogen sich wie ein roter Faden durchs Programm. Auch 50 Jahre Stonewall-Proteste im Stonewall Inn an der New Yorker Christopher Street waren Thema. Moderiert wurde die Show von Sänger Conchita Wurst als Zirkusdirektor, gemeinsam mit Andy Warhol-Muse Dianne Brill als Gute Fee. Der Bürgermeister Michael Ludwig setzte sich für eine Fortführung des Events ein; auch in seiner Rede auf dem Life Ball betonte er, dass dieser weitergehen müsse. Gery Keszler hatte jedoch im Mai des Jahres erklärt, die Veranstaltung nicht mehr fortführen zu wollen.

## Mediale Rezeption
Im Jahr 1995 wurde die Fernsehberichterstattung mit Paris Premiere und einem spanischen Fernsehteam europäisch. Im Jahr 1999 wurde sie mit amerikanischen Sendern (neben MTV) interkontinental. Im Jahr 2001 kamen Internet-Fernsehteams hinzu. 2004 waren erstmals südafrikanische Fernsehteams anwesend. Die glamouröse Benefiz-Veranstaltung war zuletzt weit über die Grenzen Österreichs hinaus bekannt. Jährlich berichteten mehr als 70 TV-Stationen und insgesamt rund 500 Medienvertreter aus dem In- und Ausland über das Ereignis. Bei einer wiederholten Akkreditierung der Medienvertreter wurde darauf geachtet, ob auch das Thema AIDS in den Berichten angesprochen worden war oder etwa nur über die Prominenten berichtet wurde.
ORF 1 berichtete ab 2007 im Rahmen eines Themenabends live von der Eröffnung mit anschließenden Interviews mit prominenten Gästen, was von etwa 400.000 Zuschauern mitverfolgt wurde. Ab 2007 wurde dies auch zeitversetzt auf 3sat gesendet. Puls 4 brachte nur 2008 nach der ORF-Übertragung ebenfalls Live-Berichte vom Ball. Der neue deutsche Fernsehsender TIMM brachte 2009 durchgehend über vier Stunden Programm vom Life Ball, wobei teilweise auf das Signal des ORF zurückgegriffen wurde. Mit der Live-Übertragung des Life Ball 2014 durch den ORF gab es einen Zuschauerrekord mit einem Spitzenwert bei 662.000 Zusehern. Per Live-Streaming verfolgten parallel mehr als 130.000 Zuseher die Eröffnung weltweit im Internet.
2017 berichtete der Life Ball selbst auf seiner offiziellen Facebookseite via Livestream von den diversen Events während der Life-Ball-Woche: von der Ankunft des Life-Ball-Fliegers am Flughafen, dem exklusiven welcome cocktail im Le Meridien, der internationalen Pressekonferenz sowie direkt vom Roten Teppich am Life Ball. Rund um die Life-Ball-Woche konnten somit allein über Facebook mehr als eine Million Zuseher erreicht werden.

## Weitere Aktionen

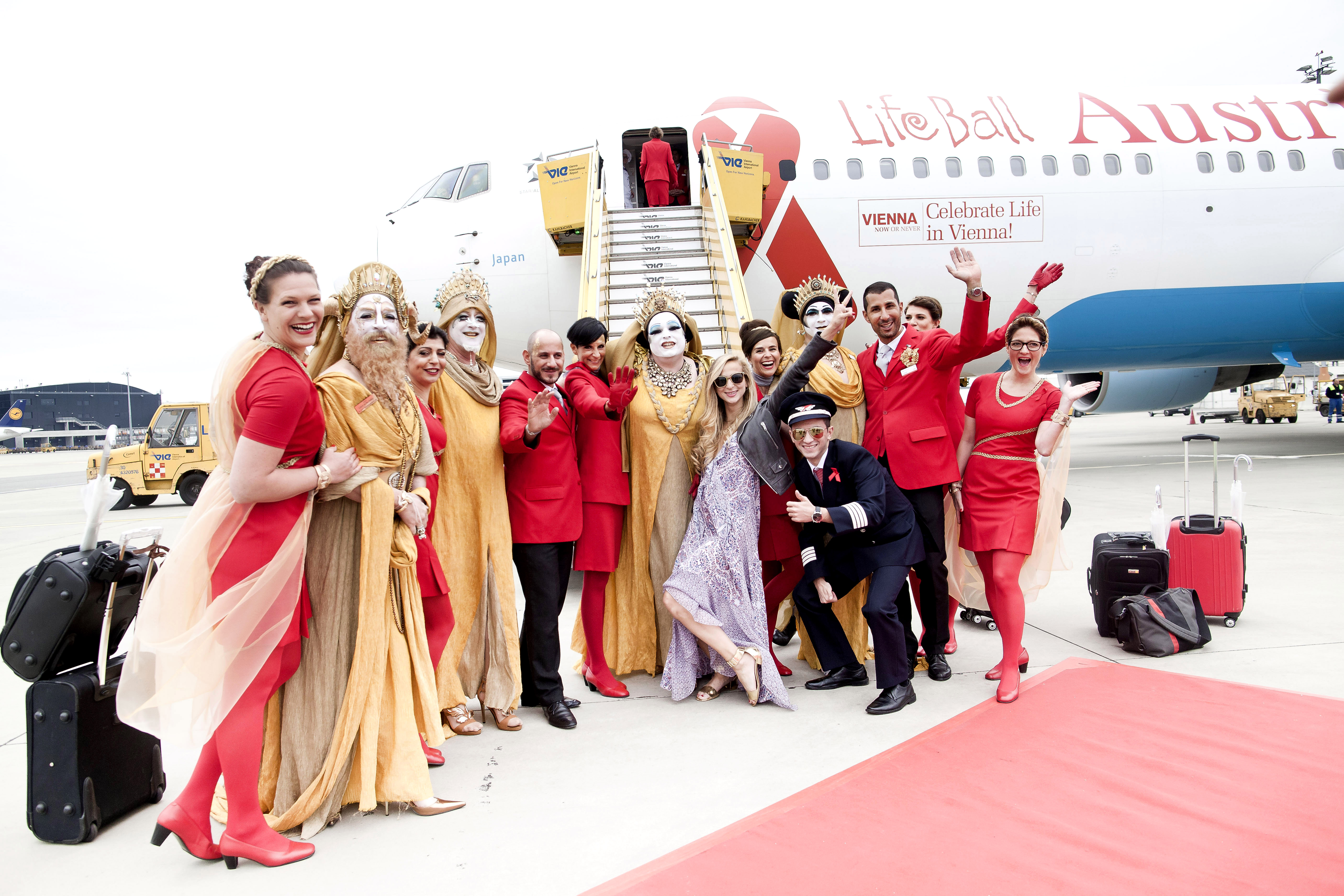
Shuttle-Flugzeug der Austrian Airlines, 2015

### Shuttleservices
Rund um die Veranstaltung gab es auch diverse Aktionen. 2006 gab es für die Besucher aus den westlichen österreichischen Bundesländern erstmals einen „Ö3 Life Ball Express“-Sonderzug mit Partywaggon und Shuttleservice bis zum Rathaus, amerikanische Gäste und Medienvertreter wurden erstmals mit einem eigens umgebauten „Life Ball Flieger“ von New York nach Wien geflogen und beide Gruppen währenddessen in Partystimmung versetzt.

### Weitere Locations
In der nicht weit entfernten Diskothek im Volksgarten fand die Ball-Party statt, für jene, die keine Karten bekommen hatten, und in der Früh eine After Hour. Auch diese Erlöse kamen dem Life Ball zugute. Es gab auch eine „Diners Club Life Ball Kreditkarte“ im Red-Ribbon-Design, bei der 0,5 Prozent des jeweiligen Umsatzes automatisch an den Verein überwiesen wurden.

### Sonderbriefmarke
Von 2004 bis 2006 gab es Life Ball Sonderbriefmarken der Österreichischen Post. Im Jahr 2004 erschien eine abstrakte Darstellung, 2005 war auf dieser Briefmarke das Model Heidi Klum zu sehen, 2006 Naomi Campbell. Weitere „personalisierte“ Briefmarken auf private Bestellung, u. a. 2006 mit Naomi Campbell im Comic-Stil und 2007 mit dem deutschen Model Nadja Auermann folgten. Die Einnahmen kamen AIDS-Hilfsprojekten von AIDS LIFE zugute.

### Modenschau
In jedem Jahr waren ein oder mehrere bekannte Designer wie Thierry Mugler, Vivienne Westwood, Donatella Versace, Jean Paul Gaultier, Calvin Klein, Christian Cowan und Diane von Furstenberg für die Modenschau verantwortlich. Bei dieser liefen professionelle Models als auch diverse internationale und österreichische Gäste aus Film, Musik, Sport, Politik u. ä. mit. Im Jahr 2017 fand keine klassische Modenschau statt, stattdessen wurden die Kreationen in die gesamte Eröffnungsshow integriert.

### AuszeichnungLife Ball Crystal of Hope
Von 2005 bis 2015 wurden im Rahmen der Eröffnung des Life Ball herausragende Projekte im Kampf gegen HIV/AIDS mit dem „Life Ball Crystal of Hope“ ausgezeichnet. Der Preis wurde vom Tiroler Unternehmen Swarovski gestiftet und war mit 100.000 Euro dotiert und wurde stets von einem Prominenten an die Gründer oder Repräsentanten der jeweiligen Hilfsorganisation überreicht.
- 2005: Adeeba Kamarulzaman für das Treat Asia Project der American Foundation For AIDS Research (amfAR), überreicht von Liza Minnelli
- 2006: Tido von Schön-Angerer für das SAMBA-Projekt von Ärzte ohne Grenzen, überreicht von Catherine Deneuve
- 2007: Adrine Namusoke für das Youth2Youth Project Uganda der Deutschen Stiftung Weltbevölkerung, überreicht von Vivienne Westwood
- 2008: Rosemary Mbaluka für Yier Nigma (zu deutsch: Entscheide Dich fürs Leben), ein kenianisches Präventionsprojekt der Hilfsorganisation CARE International im Bereich Mutter-Kind-Übertragung, überreicht von Kim Cattrall
- 2009: Trevor Peter, der jahrelang im Auftrage des „Access“-Programms der William J. Clinton Foundation mit den Regierungen in Afrika und der Karibik zusammenarbeitete, um HIV-Tests zur Ersttestung und als Wirksamkeitskontrolle der Medikamente durchzuführen, überreicht von Fran Drescher und Bill Clinton
- 2010: Sergej Kostin für das Way Home Project der Elton John AIDS Foundation, überreicht von Nastassja Kinski und David Garrett
- 2011: Anya Sarang, Präsidentin der russischen Rylkow-Stiftung für Gesundheit und soziale Gerechtigkeit, überreicht von Brooke Shields
- 2012: Jackie Branfield, Gründerin des Hilfsprojekts Operation Bobbi Bear, überreicht von Naomi Campbell und Antonio Banderas
- 2013: Lisa T.D. Nguyen, Patricia Suriel, Sulaiman Turay und Sadie St. Denisals als Repräsentantinnen des transnationalen Hilfsprojekts The Girl Effect, überreicht von Hilary Swank
- 2014: Alie Eleveld für das Safe Water and AIDS Project (SWAP), überreicht von Marcia Cross und Billy Zane
- 2015: Prinz Seeiso von Lesotho für Herd Boys Programme von Sentebale, der Organisation, die er gemeinsam mit Prinz Harry von Wales im Jahr 2006 gründete, überreicht von Dita von Teese und Juan Diego Flórez
- 2018: Charlize Theron für ihre Organisation Charlize Theron Africa Outreach Project
- 2019: Broadway Cares/Equity Fight AIDS

### LIFE+ Award
Von 2017 bis 2019 wurde der LIFE+ Award verliehen, der ebenfalls an herausragende Projekte im Kampf gegen HIV/AIDS ging und mit einer besonderen finanziellen Unterstützung von LIFE+ verbunden ist.
- 2017: Greg Owen und Will Nutland mit „I Want PrEP Now“ und „Prepster“ – überreicht von Conchita Wurst und Verena Scheitz
- 2018: Paris Jackson und Joyce Jere für die The Elizabeth Taylor AIDS Foundation
- 2019: Bill Roedy und Gift Chansa für „Circus Zambia“ von der Staying Alive Foundation überreicht von Lili Paul Roncalli

## Motti, Eröffnungsredner, mediale Reichweite
- Presse = Anzahl der insgesamt ausgegebenen Akkreditierungen
- Radio = Anzahl der Radiostationen darunter
- TV = Anzahl der Fernsehstationen darunter, inklusive Internet-TV

| Nr. | Jahr | Datum    | Motto | Eröffnungsansprache | Presse | Radio | TV      |
| --- | ---- | -------- | --- | --- | ------ | ----- | ------- |
| 1   | 1993 | 29. Mai  | — | — | 150    | –     | AT & DE |
| 2   | 1994 | 28. Mai  | If you have nothing to do – don’t do it here | — | 260    | –     | AT & DE |
| 3   | 1995 | 6. Mai   | Die schönste Bewegung im Kampf gegen Aids ist der Tanz | — | 380    | –     | 11      |
| 4   | 1996 | 11. Mai  | Die Zukunft bietet Hoffnungen. Aber wie zur Zukunft gelangen ohne sie? | — | 430    | 7     | 15      |
| 5   | 1997 | 10. Mai  | Wo die Hoffnung nichts mehr gilt, da gilt auch Leben und Tod nichts mehr. | — | 450    | 6     | 20      |
| 6   | 1998 | 9. Mai   | Alle Macht dem Leben. All power to life. | — | 530    | 22    | 20      |
| 7   | 1999 | 26. Juni | Eine Nacht voll Glanz. Ein Morgen voll Hoffnung. | — | 530    | 17    | 30      |
| 8   | 2000 | 13. Mai  | Hoffnung schenken. Anders denken. | — | 600    | 30    | 35      |
| 9   | 2001 | 16. Juni | The one thing we all have in common is to be different. | Elton John | ~ 700  | 22    | 40      |
| 10  | 2002 | 19. Mai  | A decade for Life, a decade against AIDS. Ein Jahrzehnt für Leben, ein Jahrzehnt gegen Aids. | Elton John | ~ 600  | 22    | 39      |
| 11  | 2003 | 24. Mai  | Don’t look back in anger, or forward in fear, but around in awareness. Schau nicht zurück in Groll oder vorwärts in Furcht, aber mit Bewusstsein ringsumher. | Neil Tennant Elton John | 500    | 16    | 44      |
| 12  | 2004 | 15. Mai  | Agreeing to hope, gives life every chance. Der Hoffnung zustimmen gibt Leben jede Chance. | Elton John Luc Montagnier | 500    | 16    | 63      |
| 13  | 2005 | 21. Mai  | Vienna Rocks! Let Hope Infect the Virus. Wien bebt! Lasst Hoffnung das Virus infizieren. | Elton John | 500    | 14    | 64      |
| 14  | 2006 | 20. Mai  | A Choir of Love against an Army of Ignorance. Ein Chor von Liebe gegen eine Armee der Ignoranz. (Operette) | Sharon Stone | 500    | 11    | 62      |
| 15  | 2007 | 26. Mai  | Once upon a time (there was a princess called hope) Es war einmal (eine Prinzessin namens Hoffnung) (Märchen) | Sharon Stone | 500    | 13    | 65      |
| 16  | 2008 | 17. Mai  | Love is infinite. Life is universal. (Landing on planet Life Ball) Liebe ist grenzenlos. Leben ist allgemein. (Landen auf dem Planeten Life Ball) (Aliens, Utopie) | Sharon Stone | 500    |       | 60      |
| 17  | 2009 | 16. Mai  | Let Love flow! Lass Liebe fließen! (Vier Elemente – Wasser; Beginn des Lebens; „barockes Wasserschloß“) | Eva Longoria Parker | 500    |       | 60      |
| 18  | 2010 | 17. Juli | Sow the seeds of Solidarity! Säe die Samen der Verbundenheit! (Vier Elemente – Erde; Ernährung) (Auftakt zur Welt-AIDS-Konferenz in Wien vom 18. bis 23. Juli) | Whoopi Goldberg, Bill Clinton, Mette-Marit Tjessem Høiby | 500    | 12    | 62      |
| 19  | 2011 | 21. Mai  | Spread the Wings of Tolerance! Breitet die Schwingen der Toleranz aus! (Vier Elemente – Luft; mythologische Gestalten, Engel) | Statt einer Eröffnungsrede wurde mit Redebeiträgen (Bill Clinton, Michel Sidibé, Janet Jackson, Peter Sellars u. a.), musikalischen Einlagen (Holly Johnson: The Power of Love, Natasha Bedingfield: Unwritten, Natalia Kills) und Videoeinspielungen (Elizabeth Taylor, Kofi Annan, Lady Gaga) ein Rückblick auf 30 Jahre HIV/AIDS-Forschung und -Bekämpfung präsentiert. | 500    | 6     | 67      |
| 20  | 2012 | 19. Mai  | Fight the Flames of Ignorance! Bekämpfe die Flammen der Ignoranz! (Vier Elemente – Feuer) | Milla Jovovich (für amfAR – American Foundation for AIDS Research), Bill Clinton (für William J. Clinton Foundation), Antonio Banderas, Naomi Campbell, Franca Sozzani | 500    |       |         |
| 21  | 2013 | 25. Mai  | It takes the night to see the stars Es braucht die Nacht, um die Sterne zu sehen (1001 Nacht) | Elton John, Bill Clinton (für William J. Clinton Foundation), Hilary Swank, Roberto Cavalli, Karolína Kurková | 500    |       |         |
| 22  | 2014 | 31. Mai  | Love is a bloom growing anywhere Liebe ist eine Blume, die überall wachsen kann (Garten der Lüste) | Bill Clinton, Mark R. Dybul und Anna Netrebko (für den Global Fund) | 500    | 8     | 72      |
| 23  | 2015 | 16. Mai  | Gold - VER SACRUM („Gold ist die Farbe der Sonne, der Begeisterung und der Strahlkraft - und sie ist ewig“, Inspiration: Ver sacrum (Ver Sacrum Jahrhundertwende) / Santa Primavera / Sacre du Printemps, Jugendstil, Wiener Secessionisten mit Gustav Klimt)                                       | Charlize Theron, Mary J. Blige, Sean Penn, Graham Norton | 500    |       | 65      |
| 24  | 2017 | 10. Juni | Recognize The Danger: („Erkenne die Gefahr - und das in jedem Bereich, ob in der Gesundheit oder innerhalb der Gesellschaft. Öffnen wir die Augen und blicken der Gefahr ins Gesicht - nur so können wir rechtzeitig handeln -für unsere Gesellschaft, für unsere Gesundheit, für unsere Zukunft!“) | Naomi Campbell (für Elton John Aids Foundation), Joss Stone (für Sentebale), Greg Owen und Will Nutland (für I Want PrEP Now, Prepster) | 500    |       | 60      |
| 25  | 2018 | 2. Juni  | Sound of Music | Charlize Theron, Paris Jackson, Adrien Brody, Caitlyn Jenner, Kelly Osbourne, Mary J. Blige, Mark R. Dybul (für den Global Fund) | 500    |       | 60      |
| 26  | 2019 | 8. Juni  | United in Diversity „Walking on the yellow brick road towards an end to AIDS“ anlässlich der EuroPride 2019 in Wien und 50 Jahre Stonewall | |        |       |         |

## Sponsoren, Erlöse, geförderte Projekte

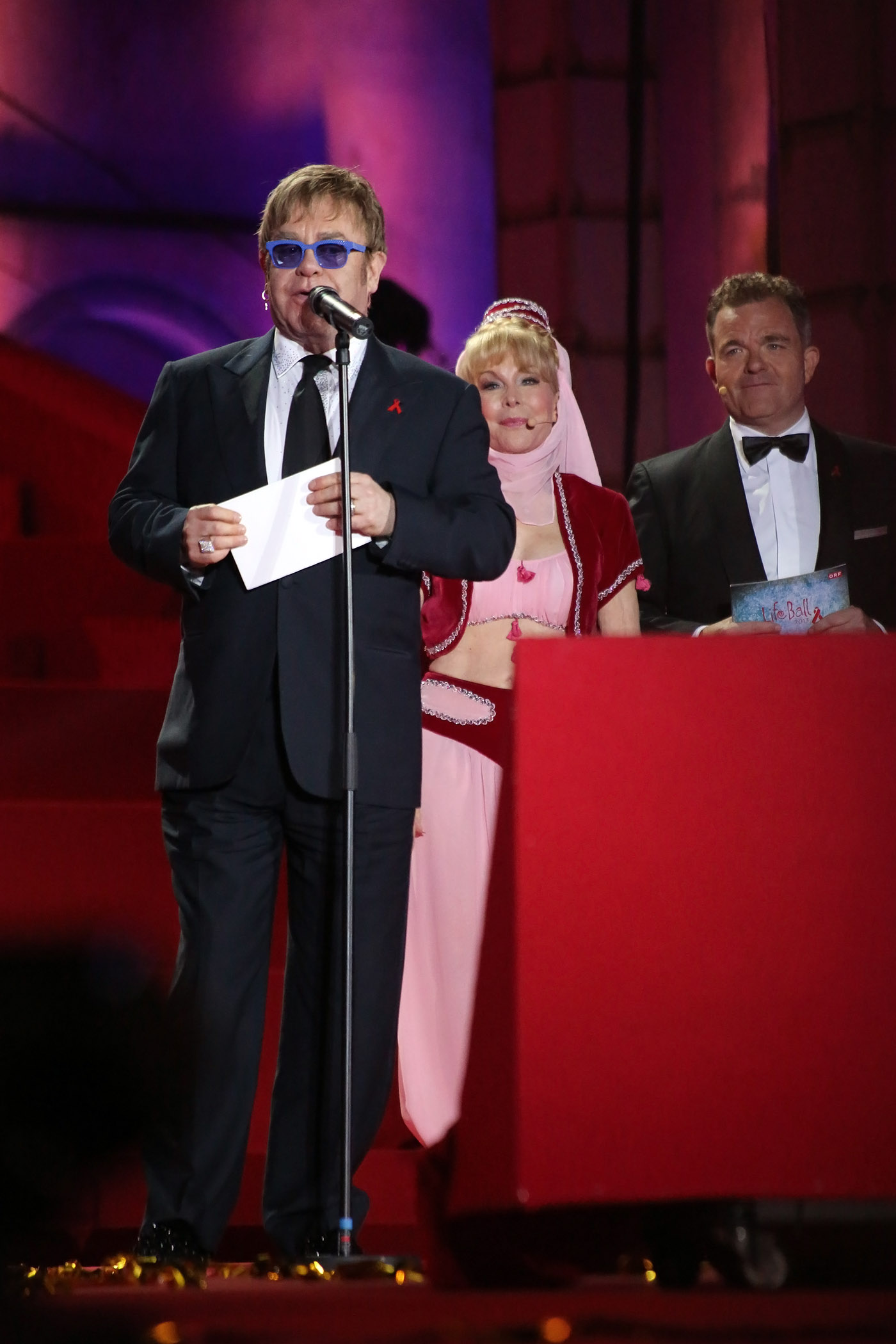
Elton John mit Barbara Eden und Moderator Cornelius Obonya, 2013

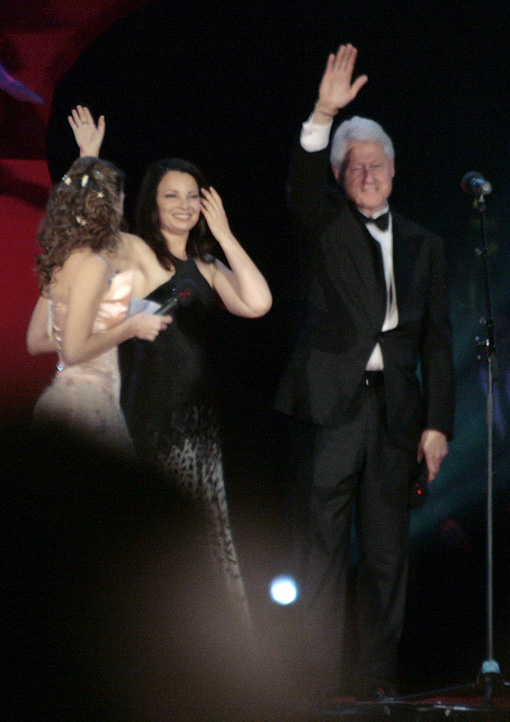
Fran Drescher, Bill Clinton und Moderatorin Elke Winkens, 2009

2009 wurde in einer Sonderprüfung durch eine Wirtschaftsprüfungskanzlei für die Jahre 1994 bis 2008 eine ordnungsgemäße Finanzgebarung festgestellt. AIDS LIFE arbeite im Gegensatz zu vielen anderen Vereinen sehr wirtschaftlich, vor allem auch was Spesen betreffe. Dem Trägerverein AIDS LIFE wurde das Österreichische Spendengütesiegel verliehen.
| Jahr | Sponsoren | Reinerlös in Euro                    | Ausgaben an Projekte | Ausgaben an Projekte | Geförderte internationale Projekte |
| Jahr | Sponsoren | Life Ball                            | national             | internat.            | Geförderte internationale Projekte |
| ---- | --------- | ------------------------------------ | -------------------- | -------------------- | --- |
| 1993 | 3         | 63.193,98                            | 41.685,14            | —                    | — |
| 1994 |           | 167.365,31                           | 111.763,65           | —                    | — |
| 1995 |           | 240.149,12                           | 143.448,77           | —                    | — |
| 1996 | 130       | 335.598,50                           | 289.026,98           | —                    | — |
| 1997 | 140       | 323.789,07                           | 224.575,07           | —                    | — |
| 1998 | 135       | 516.731,42                           | 317.103,29           | —                    | — |
| 1999 | 150       | 691.084,00                           | 325.276,25           | 25.944,20            | Nachbar in Not Österreichdorf in der Türkei |
| 2000 | 185       | 684.942,00                           | 398.493,64           | —                    | — |
| 2001 | 190       | 558.392,33                           | 347.735,02           | 420.875,42           | Elton John Aids Foundation |
| 2002 | 179       | 750.470,00                           | 473.238,27           | 272.000,00           | Elton John Aids Foundation |
| 2003 | 199       | 739.472,83                           | 434.067,44           | 374.145,85           | Elton John Aids Foundation |
| 2004 | 184       | 938.621,04                           | 497.183,65           | 406.283,94           | Elton John Aids Foundation |
| 2005 | 215       | 1.089.705,81                         | 452.696,43           | 607.005,42           | Crystal of Hope Elton John Aids Foundation amfAR |
| 2006 | 217       | 1.076.547,86                         | 486.638,88           | 685.988,42           | Crystal of Hope Impilo Südafrika amfAR (TREAT Asia Projekt) |
| 2007 | 280       | 1.821.139,53                         | 522.759,59           | 1.343.687,71         | Crystal of Hope amfAR (TREAT Asia Projekt) Clinton Foundation HIV/AIDS (CHAI) |
| 2008 | 188       | 1.845.028,06                         | 490.551,24           | 655.000,00           | Crystal of Hope amfAR (TREAT Asia Projekt) Deutsche AIDS-Stiftung (DREAM Mosambik) |
| 2009 |           | 1.640.181,66                         | 373.866,03           | 1.529.127,79         | Clinton Foundation HIV/AIDS (CHAI) amfAR (TREAT Asia Projekt) New Hope for Cambodian Children Deutsche Stiftung Weltbevölkerung (MYSA, Kenia) Elton John Aids Foundation f. Südafrika |
| 2010 |           | 1.654.247,08                         | 446.073,53           | 1.114.252,59         | Clinton Foundation HIV/AIDS (CHAI) amfAR (TREAT Asia Projekt) New Hope for Cambodian Children Elton John Aids Foundation f. Ukraine                                                   |
| 2011 |           | 2.000.234,33                         | 462.543,30           | 1.721.010,20         | Clinton Foundation HIV/AIDS (CHAI) amfAR UNODC f. ukrainische Frauenprävention Crystal of Hope                                                                                        |
| 2012 |           | 2.000.058,52                         | 458.938,43           | 1.238.239,77         | Clinton Foundation HIV/AIDS (CHAI) amfAR Crystal of Hope … |
| 2013 |           | 2.382.393,40                         | 515.442,48           | 1.877.901,39         | Clinton Foundation HIV/AIDS (CHAI) Elton John AIDS Foundation Foundation for AIDS Research Crystal of Hope                                                                            |
| 2014 |           | 2.106.161,93                         | 564.240,78           | 1.331.687,32         | Clinton Foundation HIV/AIDS (CHAI) Elton John AIDS Foundation Foundation for AIDS Research Crystal of Hope                                                                            |
| 2015 |           | 2.397.061,06                         | 513.075,84           | 1.883.985,22         | Foundation for AIDS Research (amfAR) Clinton Health Access Initiative (CHAI) UNAID Sentebale Elton John AIDS Foundation (EJAF)                                                        |
| 2017 |           | 1.554.000,00 (vorläufiger Reinerlös) |                      |                      | |
| 2018 |           |                                      |                      |                      | |
| 2019 |           |                                      |                      |                      | |

Quelle Projektunterstützung 1993–2014

## Auszeichnungen
- 1997: Österreichischer Tourismuspreis (Wiener Wirtschaftskammer)
- 1997: Event Award GOLD – Kategorie „Event Marketing“ (Eventwerkstatt: Austrian Event Award)
- 1999: ÖKI Fundraising & Social Marketing Preis GOLD
- 2000: Sonderpreis des Bundesministeriums für Wirtschaft und Arbeit in der Kategorie „Werbefilm“ des Staatspreises Werbung 1999 „Life Ball 99“
- 2003: Gery Keszler: Kommunikator des Jahres 2002 (Public Relations Verband Austria)
- 2003: Flair de Parfum (Wirtschaftskammer Österreich – Einzelhandel mit Parfümeriewaren)
- 2004: Event Award GOLD – Kategorie „Public Event“ (Eventwerkstatt: Austrian Event Award)
- 2005: Project Management Institute – „Project Excellence & Innovation“ für Humanitäres Engagement
- 2006: Gery Keszler: Goldenes Ehrenzeichen der Stadt Wien
- 2006: Event Award GOLD – Kategorie „Bestes Event der letzten 10 Jahre“ (Eventwerkstatt: Austrian Event Award)
- 2008: Gery Keszler: Goldenes Ehrenzeichen für Verdienste um die Republik Österreich
- 2011: Gery Keszler: Fundraiser of the year
- 2012: Gery Keszler: Reminders Day Award, Berlin
- 2012: Gery Keszler: Hope Award, Dresden

## Sonstige Rezeption
Beim Life Ball 2010 erfolgten mit den Besuchern als Komparsen Aufnahmen für die Fernsehserie Schnell ermittelt, die in der Folge Klaus Karner (achte der dritten Staffel) verarbeitet wurden.
Am 11. Mai 2015 wurden aus Anlass des Balls, des Song Contests und der Regenbogenparade Ampelmännchen an 120 Fußgängerübergängen in Wien amtlich durch Pärchen mit Herz, darunter Frau&Frau und Mann&Mann, ausgetauscht, was in vielen Ländern Presseecho auslöste. Zahlreiche Menschen, auch HOSI fordern das Belassen der für 7 Wochen angelegten Aktion als werbewirksames Zeichen der Offenheit von Wien. Dieses Anliegen sollte überprüft werden, wurde aber auch kontrovers diskutiert.

## Kritik
„Zu den Wesensmerkmalen des Life Ball gehört es, super zu sein. Durch und durch: Der Life Ball ist unkritisierbar. Berichterstattung heißt Jubel. Zum Teil zu Recht.“ „Einige politische Schwulenaktivisten und ‚Fundamentalisten‘ sehen die ‚Verlifestylung‘ und Verwässerung von Begriff und Ball zwar mit Skepsis, doch laute Kritik äußert niemand.“

### 2019: Umgang mit Sponsoren
Obwohl die Stadt Wien den Ball umfangreich unterstützte (Räumlichkeiten im Rathaus gratis, Auf- und Abbau von 180.000 EUR, jährliche Förderung von 900.000 EUR), verlangte der Veranstalter 2019 zusätzlich bis zu 1 Mio. EUR zuzüglich 300.000 EUR Ausfallgarantie von der Stadt. Die Art der Kommunikation soll von den Entscheidungsträgern der Gemeinde Wien als „emotionale Erpressung“ bezeichnet und die weitere Zusammenarbeit daher verweigert worden sein. Aus dem Reinerlös des Life Balls 2019 wurden € 611.000 für internationale und € 126.000 für nationale Projekte, d. h. in summa € 737.000, ausgeschüttet, also deutlich weniger als die Subvention der Stadt Wien ausmachte.
Von Geschäftspartnern wurde kritisiert, dass die Sponsoren alljährlich „beleidigt und herabgewürdigt“ würden. Die Flugzeuge der Austrian Airlines, die jahrelang die Stargäste des Balls kostenlos eingeflogen hatten, waren danach wiederholt verwüstet und mussten aufgrund von gefundenem Kokain, benutzten Kondomen und Spritzen eine Sonderreinigung durchlaufen. Da man „mit derartigen Dingen“ den Flugbetrieb nicht weiter belasten wollte, kündigte die Fluglinie schließlich – wie auch andere Partner aus der Privatwirtschaft – die Kooperation mit Keszler auf.